# Leo Brenninkmeijer
Leo Brenninkmeijer (Mettingen, 7 november 1905 – Amsterdam, 5 oktober 1966) was een Nederlands ondernemer.

## Biografie
Brenninkmeijer promoveerde in Duitsland op een rentevraagstuk. In 1931 kwam hij naar Amsterdam om te gaan werken in het familiebedrijf C&A. Vervolgens had hij leidinggevende functies bij de C&A-bedrijven in Engeland (daar opgericht in 1921 door W.C. Brenninkmeijer) en de Verenigde Staten; in 1951 keerde hij naar Nederland terug en werd er directeur van Unicena N.V., het moederbedrijf van de familie Brenninkmeijer die de dochtermaatschappijen en filialen in Nederland en daarbuiten beheerde. Begin 1963 werd hij door paus Johannes XXIII benoemd tot erekamerheer met Kap en Degen van de paus. Bij deze gelegenheid werd ook aan twee andere leden van de familie, Frans en Friedrich Brenninkmeijer, een hoge pauselijke onderscheiding toegekend, te weten die van commandeur in de Orde van Sint-Gregorius de Grote.
Brenninkmeijer was een kleinzoon van een van de oprichters van het C&A-concern en was een van de laatsten van die familie die nog in het Westfaalse  textielcentrum Mettingen (Duitsland) was geboren, de bakermat van het geslacht Brenninkmeijer, als zoon van Georg Brenninkmeijer (15 mei 1860 - Mettingen - 7 oktober 1925) en Juliana Clementine Lampe (19 januari 1874 in Mettingen - 19 mei 1927 in Londen).